# Brian O'Driscoll
(Brian O'Driscoll)
Brian Gerald O'Driscoll (in irlandese Brian Gearóid Ó hEidirsceoil; Dublino, 21 gennaio 1979) è un ex rugbista a 15 irlandese, tre quarti centro della franchise del Leinster, primatista internazionale di presenze in test match (141) fino al 15 agosto 2015, data in cui il record fu superato dal neozelandese Richie McCaw.
Ai 133 incontri disputati per la Nazionale irlandese si assommano infatti gli 8 per i British and Irish Lions; ha inoltre preso parte, con l'Irlanda, a quattro edizioni consecutive della Coppa del Mondo di rugby, dal 1999 al 2011, e ad altrettanti tour dei British Lions, dal 2001 al 2013.
È infine, dal 2011, il detentore del record assoluto di mete dell'intera storia del Cinque/Sei Nazioni con 26 realizzazioni, dopo avere infranto tale primato che durava dal 1933.

## Biografia
Figlio di due medici e ultimo di tre figli (ha due sorelle maggiori), O'Driscoll è nato e cresciuto a Clontarf, quartiere della zona nord di Dublino, e prima del rugby si dedicò al calcio gaelico.
Dopo avere terminato gli studi in gestione sportiva all'Università di Dublino, nella cui squadra di rugby militava, prese parte alla Coppa del Mondo Under-19 1998, che l'Irlanda si aggiudicò.
Nel 1999 esordì nell'Irish Interprovincial con la formazione di Leinster nonché in Nazionale irlandese a Brisbane contro l'Australia e nell'ottobre di quell'anno fu convocato alla Coppa del Mondo di rugby 1999 in Galles; nel 2001 fu incluso nella squadra dei British Lions che si recò in tour in Australia, venendo schierato in tutti i tre test match previsti contro gli Wallabies.
Nel 2001 fu istituita la Celtic League e O'Driscoll, insieme con il Leinster, ne fece parte fin dall'inizio, aggiudicandosi anche la prima edizione; alla fine di tale anno O'Driscoll fu tra i candidati al titolo di miglior giocatore IRB dell'anno, riconoscimento che poi fu assegnato al suo connazionale Keith Wood.
Analoga candidatura ricevette un anno più tardi, anche se il premio andò al francese Fabien Galthié.
A tale data era stato già stato capitano della Nazionale, anche se la designazione definitiva giunse dopo la Coppa del Mondo di rugby 2003.

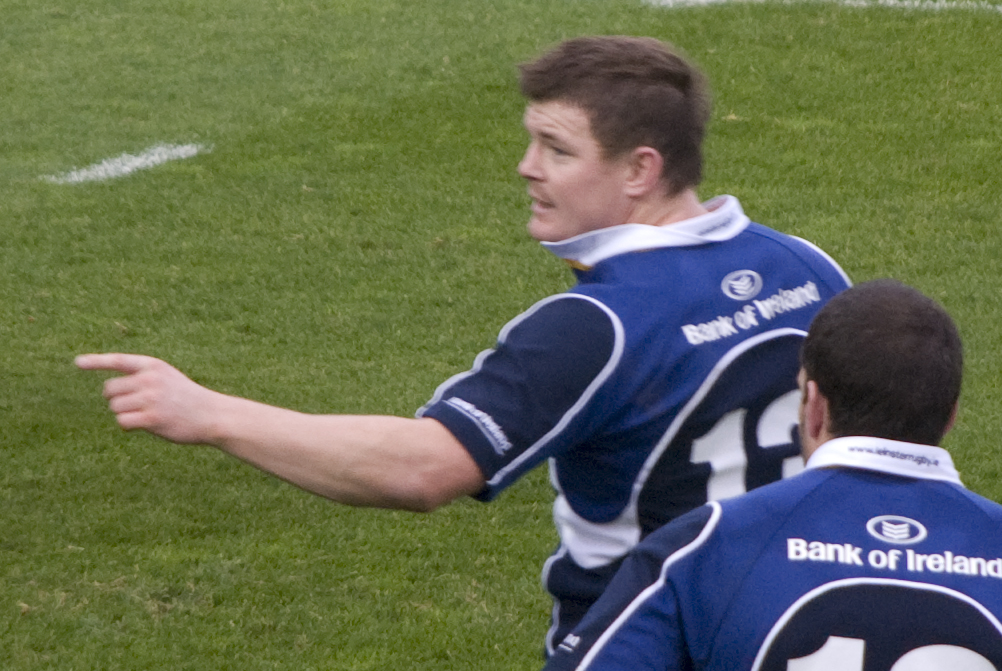
O'Driscoll in Heineken Cup 2007-08 contro il Leicester

Prese parte al suo secondo tour dei British Lions consecutivo nel 2005; in quell'occasione la selezione interbritannica si recò in Nuova Zelanda e proprio O'Driscoll, in occasione di uno dei test match contro gli All Blacks, fu vittima di un placcaggio molto discusso e controverso a opera di Tana Umaga e Keven Mealamu, che gli procurarono un dislocamento della spalla: quando la palla aveva già lasciato la ruck e un'altra se ne era formata a meno di 10 metri, infatti, i due neozelandesi placcarono O'Driscoll sollevandolo in aria e lasciandolo ricadere pesantemente al suolo; O'Driscoll dovette lasciare il campo in barella ed essere sottoposto a intervento chirurgico; successivamente nacque una polemica in seno all'International Rugby Board per via dell'intervento non sanzionato dall'arbitro; nell'ottobre successivo, a quattro mesi di distanza dal fatto, con O'Driscoll ancora inabile a mettere piede in campo (e ciononostante designato capitano del Leinster), la IRB acquisì un filmato del placcaggio e ne sancì la punibilità da allora in avanti, in quanto pericoloso per la sicurezza dei giocatori.
Tornato in attività dopo l'infortunio, nel 2006 e nel 2007 si aggiudicò per due volte consecutive il premio di miglior giocatore delle rispettive edizioni del Sei Nazioni; ancora nel 2007 guidò l'Irlanda alla Coppa del Mondo in Francia da capitano, e nel 2008 giunse anche la sua prima vittoria da capitano del Leinster, la Celtic League 2007-08.

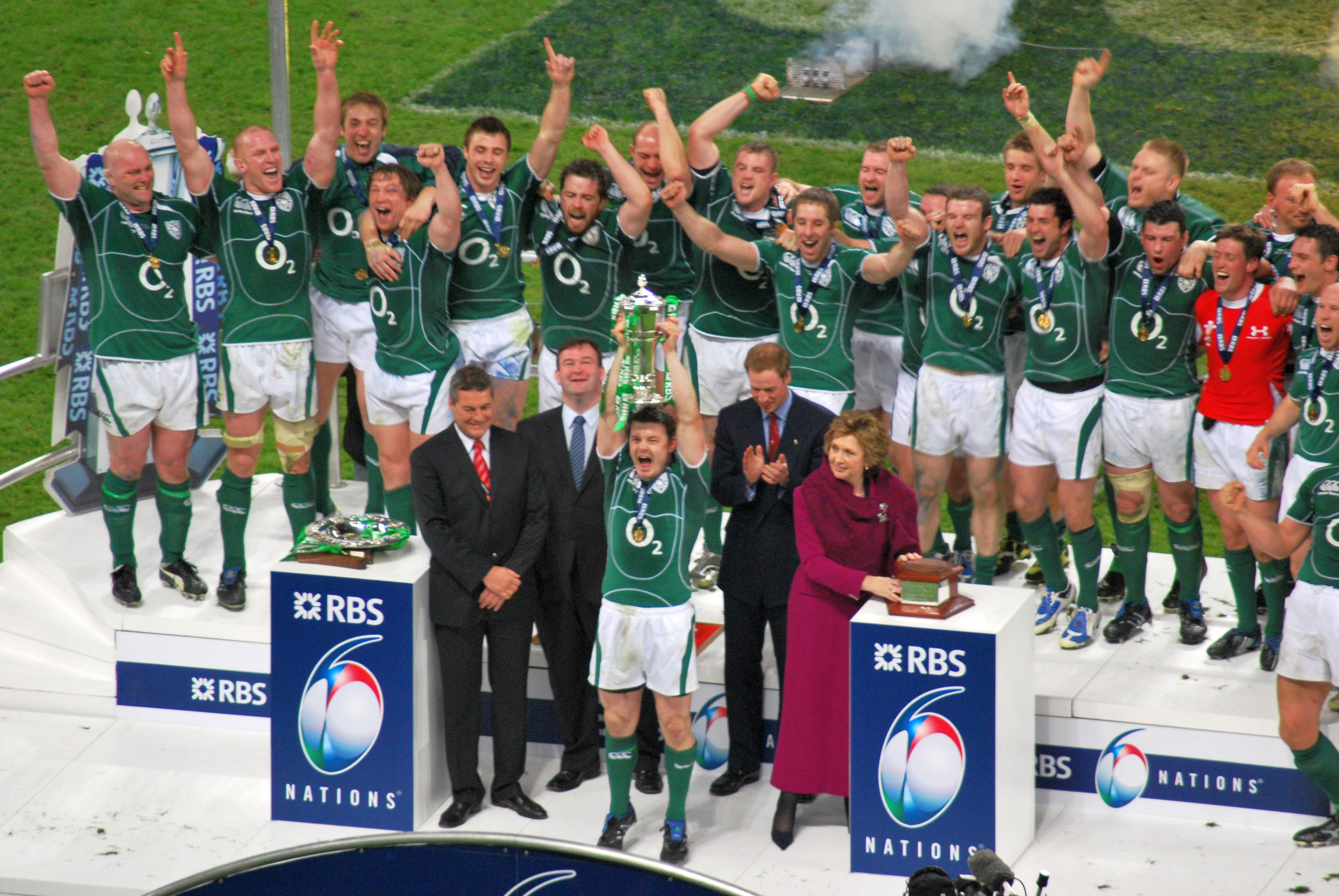
O'Driscoll mostra il trofeo del Sei Nazioni 2009 vinto con il Grande Slam

Nel 2009 vinse il Sei Nazioni con il Grande Slam, il primo dell'Irlanda da 61 anni a quella parte e fu votato per la terza volta miglior giocatore di tale torneo; a seguire si laureò campione d'Europa con il Leinster vincendo la Heineken Cup in finale contro gli inglesi del Leicester e, in giugno, partecipò al suo terzo tour consecutivo con i British Lions, disputandovi due dei tre test match in programma contro il Sudafrica padrone di casa.
A fine anno, infine, fu per la terza volta nominato tra i candidati al titolo di miglior giocatore IRB, che nell'occasione andò al neozelandese Richie McCaw.
Nel 2010 O'Driscoll fu votato dalla rivista Rugby World miglior giocatore del decennio appena concluso nell'ambito di un sondaggio per determinare la squadra ideale dei dieci anni precedenti.
Nell'ultima giornata del Sei Nazioni 2011 mise a segno la sua venticinquesima meta in tale torneo, superando il record precedente dello scozzese Ian Smith che durava dal 1933; successivamente si aggiudicò la sua seconda Heineken Cup con il Leinster, vincendo la finale di Cardiff, per la quale era in dubbio a causa di un infortunio, contro gli inglesi del Northampton per 33-22.
Infine, a seguire, fu il capitano dell'Irlanda alla Coppa del Mondo di rugby 2011, la sua quarta consecutiva, in cui la squadra fu eliminata ai quarti di finale dopo avere vinto il proprio girone con quattro successi in altrettante gare contro Russia, Australia, Stati Uniti e Italia.
Nel 2012 non prese parte al Sei Nazioni a causa di un intervento chirurgico alla spalla, ma bissò il titolo europeo di club dell'anno precedente battendo nella finale di Heineken Cup i connazionali dell'Ulster per 42-14; il Sei Nazioni 2013 lo vide per la prima volta senza il grado di capitano dopo nove stagioni consecutive; a succedergli fu Jamie Heaslip.
In tale torneo disputò il suo più recente incontro per l'Irlanda, una sconfitta a Roma contro l'Italia, fino ad allora sempre battuta nel torneo.
A livello di club invece ottenne la doppia vittoria in Pro12 (nuovo nome della Celtic League) e, per la prima volta, in Challenge Cup, alla quale il Leinster era stato riassegnato come migliore tra le non qualificate alla fase finale della contemporanea edizione di Heineken Cup; non poté tuttavia prendere parte alla finale (vinta aDublino contro lo Stade Français per 34-13) perché impedito da un infortunio alla schiena patito nella precedente partita di Pro12 contro i Glasgow Warriors.
Al momento di tale vittoria era già stata resa nota la sua convocazione nel suo quarto tour dei British Lions che, come nel 2001, si recavano in Australia.
Nel corso della spedizione australiana O'Driscoll scese in campo in quattro dei sette incontri infrasettimanali previsti e nei primi due dei tre test match in programma contro gli Wallabies, risoltisi rispettivamente con una vittoria e una sconfitta per i Lions, anche se entrambe di strettissimo margine; in occasione del terzo e decisivo test match il C.T. della selezione Warren Gatland decise l'esclusione di sette elementi rispetto ai due incontri precedenti, ma quella che destò più scalpore fu, tra tali sette, proprio quella di O'Driscoll sia dal XV di partenza che dalle riserve; stante l'indisponibilità del capitano designato Sam Warburton, infatti, si riteneva che fosse O'Driscoll a rivestire tale compito per il suo ultimo incontro assoluto nei Lions.
Gatland fu criticato aspramente per la decisione di lasciare fuori squadra O'Driscoll; in difesa e apprezzamento di quest'ultimo si espressero i suoi connazionali Keith Wood, che parlò di «errore clamoroso» e Willie John McBride, che sostenne come Gatland fosse stato fuorviato da un tranello tesogli dalla stampa australiana, che aveva attribuito la vittoria degli Wallabies nel secondo test match a una prestazione insufficiente di O'Driscoll per indurre il C.T. a fare a meno di lui nell'ultimo incontro; persino l'australiano David Campese espresse le sue perplessità su tale esclusione, anche se il britannico Guardian aveva già puntualizzato come lo stesso O'Driscoll fosse stato tra coloro che non avevano reso secondo i loro standard usuali nel secondo test match, avendo mancato di lucidità ed equilibrio, e che quindi tale improvvisa esclusione non poteva essere considerata un fulmine a ciel sereno.
I Lions batterono, comunque, l'Australia nel terzo e decisivo test match per 41 a 16 e O'Driscoll, seppure escluso dall'ultimo incontro, si aggiudicò per la prima volta la vittoria in una serie della selezione interbritannica, avendo perso le tre precedenti.
Il 2012-13 era l'ultima stagione di contratto di O'Driscoll con il Leinster; inizialmente intenzionato a ritirarsi al termine di essa, O'Driscoll decise di accordarsi per un ulteriore anno con la franchise irlandese, fino al giugno 2014.
L'incontro di chiusura del Sei Nazioni 2014 contro la Francia fu il suo ultimo atto internazionale, che coincise anche con la conquista del torneo.
Il suo ultimo incontro in assoluto fu la finale di Pro12 2013-14 vinta dal Leinster su Glasgow, per l'ultimo titolo in carriera di O'Driscoll, anche se di tale partita disputò solo 8 minuti prima di uscire per infortunio.
O'Driscoll vanta anche diversi inviti nei Barbarians, il primo dei quali nel 2000 contro un XV del Sudafrica; nel 2007 fu nominato capitano della squadra che avrebbe dovuto incontrare, di nuovo, gli Springbok nel frattempo divenuti campioni del mondo, ma le province di Munster e Leinster resero indisponibili i propri giocatori per tale appuntamento in ragione degli incontri di Celtic League da disputare.

### Vita privata
Brian O'Driscoll è sposato dal luglio 2010 con l'attrice irlandese Amy Huberman; la coppia ha una figlia, Sadie, nata poche ore prima dell'incontro del Sei Nazioni 2013 contro l'Inghilterra.
È tifoso della squadra di calcio del Manchester Utd. e di quella di calcio gaelico del Dublino, di cui segue le partite disputate a Croke Park.
Nel 2005 diede alle stampe A Year in the Centre, racconto di un anno da rugbista professionista.
I suoi tifosi sono soliti intonare il motto In BOD We Trust utilizzando le iniziali del suo nome per parafrasare il motto degli Stati Uniti In God We Trust .
Il 18 maggio 2011 O'Driscoll fu invitato dal presidente irlandese Mary McAleese a una cena di Stato in occasione della visita della regina Elisabetta; in precedenza O'Driscoll e sua moglie erano stati invitati anche al matrimonio del principe William e Catherine Middleton ma per via della concomitante semifinale di Heineken Cup che vedeva il Leinster impegnato, solo sua moglie poté presenziare alla cerimonia e al successivo ricevimento.
Dal 13 novembre 2013 O'Driscoll è dottore in filosofia dopo aver ricevuto la laurea honoris causa conferitagli dalla Dublin City University.

## Palmarès
- Pro12: 4
Leinster: 2001-02, 2007-08, 2012-13, 2013-14
- Heineken Cup: 3
Leinster: 2008-09, 2010-11, 2011-12
- Challenge Cup: 1
Leinster: 2012-13

## Statistiche

### Attività di club
| Competizione          | G   | Mt | Tr | CP | Dr | Pt  |
| --------------------- | --- | -- | -- | -- | -- | --- |
| Irish Interprovincial | 8   | 3  | 0  | 0  | 1  | 18  |
| Pro12                 | 79  | 22 | 0  | 0  | 0  | 110 |
| Celtic Cup            | 2   | 1  | 0  | 0  | 0  | 5   |
| Heineken Cup          | 82  | 32 | 0  | 0  | 1  | 163 |
| Challenge Cup         | 1   | 1  | 0  | 0  | 0  | 5   |
| Totali                | 172 | 59 | 0  | 0  | 2  | 301 |

### Attività internazionale
| Selezione     | G   | Mt | Tr | CP | Dr | Pt  |
| ------------- | --- | -- | -- | -- | -- | --- |
| Irlanda       | 125 | 46 | -  | -  | 5  | 245 |
| British Lions | 8   | 1  | -  | -  | -  | 5   |
| Totali        | 133 | 47 | -  | -  | 5  | 250 |

| Competizione    | G   | Mt | Tr | CP | Dr | Pt  |
| --------------- | --- | -- | -- | -- | -- | --- |
| Coppa del Mondo | 17  | 7  | -  | -  | 2  | 41  |
| Sei Nazioni     | 60  | 26 | -  | -  | 1  | 133 |
| Amichevoli      | 56  | 14 | -  | -  | 2  | 76  |
| Totali          | 133 | 47 | -  | -  | 5  | 250 |

## Opere
- A Year in the Centre, Londra, Penguin Books, 2005, ISBN 1-84488-078-8.